# Maria van Nemours
Maria van Nemours ook bekend als Maria van Longueville (Parijs, 5 maart 1625 - aldaar, 16 juni 1707) was van 1694 tot 1705 gravin van Saint-Pol en van 1694 tot aan haar dood vorstin van Neuchâtel. Ze behoorde tot het huis Orléans-Longueville.

## Levensloop
Maria was de oudste dochter van hertog Hendrik II van Longueville en diens eerste echtgenote Louise van Bourbon-Soissons, dochter van graaf Karel van Bourbon-Soissons. In 1657 huwde ze met haar neef Hendrik II van Savoye, hertog van Nemours, Genevois en Aumale. Het huwelijk bleef echter kinderloos en haar echtgenoot stierf twee jaar na het huwelijk.
Van 1679 tot 1682 was ze regentes voor haar halfbroer, die Jan Lodewijk van Longueville. Maria stond de autoriteit van een regentenraad die ze steeds toestemming moest vragen voor haar beslissingen. De personen die het niet eens waren met haar pretenties, waardoor kanselier George de Montmollin, werden door haar ontslagen. Hierdoor besloot koning Lodewijk XIV van Frankrijk haar in 1682 af te zetten als regentes, waarna het regentschap van Jan Lodewijk werd toegewezen aan prins Lodewijk II van Bourbon-Condé en diens zoon Hendrik III Julius. In januari 1694 stierf Jan Lodewijk.
Na de dood van Johan Lodewijk werd Maria hertogin van Estouteville, gravin van Tancarville en Dunois en gravin van Saint-Pol. Ook kon ze de erfopvolging opeisen in de vorstendommen Neuchâtel en Valangin. In het gezelschap van Lodewijk Hendrik van Soissons begaf ze zich naar Neuchâtel om de opvolging op te eisen, die echter werd betwist door prins Frans Lodewijk van Bourbon-Conti. De Zwitserse kantons besloten om Maria op 12 maart 1694 officieel aan te stellen als vorstin van Neuchâtel.
Het vorstendom Neuchâtel werd verscheurd door het conflict tussen de aanhangers van Maria en die van Conti, terwijl de bevolking aan de zijde van Maria stond. De prins van Conti vroeg een bijeenroeping van een onafhankelijk tribunaal om het vonnis van 1694 te hervormen, maar de bevolking van Neuchâtel en de andere Zwitserse kantons vreesden dat Neuchâtel een Franse provincie zou worden en ze waren bereid om de Juragrenzen van Zwitserland te verdedigen. Op 24 april 1699 vond er in Neuchâtel een vergadering plaats van de gemeentegedelegeerden, waarbij beslist werd om het vonnis van 1694 te behouden. Nadat Maria de wens van koning Lodewijk XIV om de officieren die zich het meest verzetten tegen de prins van Conti te ontslaan weigerde uit te voeren, werd ze in januari 1700 naar haar landgoed in Coulommiers. Na een ballingschap van vier jaar keerde ze in 1704 terug naar Zwitserland en vestigde ze zich in Valangin.
In juni 1707 stierf ze op 82-jarige leeftijd. Hierdoor stierf het huis Orléans-Longueville uit. Maria had reeds in 1705 het graafschap Saint-Pol verkocht aan Elisabeth van Lotharingen en haar zoon burggraaf Lodewijk II van Melun, terwijl de erfopvolging in Dunois naar de familie Albert de Luynes ging. De erfopvolging in Estouteville en Tancarville werd betwist tussen de familie Goyon-Matignon en de familie Colbert de Seignelay, die beiden afstamden van hertog Eleonor van Longueville. De Zwitserse kantons beslisten dan weer om Neuchâtel en Valangin aan koning Frederik I van Pruisen te schenken.
In 1709 werden de memoires van Maria van Nemours gepubliceerd.
- Biblioteca Nacional de España: XX1700554
- Bibliothèque nationale de France: cb12222796g (data)
- Gemeinsame Normdatei: 119095033
- Historisch woordenboek van Zwitserland: 044544
- International Standard Name Identifier: 0000 0000 8081 8398
- Library of Congress Control Number: nr91005716
- Nationale Bibliotheek van Tsjechië: mzk2009533102
- Nationale Bibliotheek van Israël: 987007458996505171
- Nederlandse Thesaurus van Auteursnamen: 072823801
- Système universitaire de documentation: 030905672
- Virtual International Authority File: 2523179
- WorldCat: E39PBJxCvh4Y7WKyQqPkm4JkXd